# IC 5309
 (avril 2025).
IC 5309 est une galaxie spirale située dans la constellation du Poissons. Sa vitesse par rapport au fond diffus cosmologique est de 3 810 ± 26 km/s, ce qui correspond à une distance de Hubble de 56,2 ± 4,0 Mpc (∼183 millions d'al). IC 5309 a été découverte par l'astronome français Stéphane Javelle en 1903.
La classe de luminosité d'IC 5309 est II et elle présente une large raie HI. 
À ce jour, 23 mesures non basées sur le décalage vers le rouge (redshift) donnent une distance de 52,787 ± 8,410 Mpc (∼172 millions d'al), ce qui est à l'intérieur des valeurs de la distance de Hubble.

## Groupe de NGC 7619
Selon un article publié par Levy et ses collègues en 2007, IC 5309 fait partie du groupe de NGC 7619, un groupe situé dans le centre de l'amas de Pégasus I,.. Selon eux, ce groupe renfermerait 30 galaxies. A. M. Garcia mentionne aussi ce groupe, mais IC 5309 ne figure pas dans sa liste de 25 membres. Sengupta et coll. font aussi mention de ce groupe dans un article plublié en 2006. Ils n'incluent que 17 galaxies, toutes émettrices de rayon X mais elles se retrouvent soit dans le liste de Garcia ou dans celle de Levy et souvent dans les deux listes, à l'exception de KUG 2318+079B.  La galaxie IC 5309 n'est pas dans la liste de ces auteurs et la galaxie CGCG 406-086 est une autre désignation pour KUG 2318+079B qui est dans la liste de Levy. De même la désignation Z406-086 est la galaxie CGCG 406-086. En ajoutant la galaxie KUG 2318+079B, on obtient un total d'au moins 43 membres pour ce groupe. Cependant, la galaxie désignée comme [OB97] P05-6 dans la liste de Levy est introuvable dans toutes les sources consultées. Le calcul de la distance moyenne du groupe a donc pris en compte 42 galaxies. Abraham Mahtessian mentionne aussi l'existence de ce groupe, mais toutes les galaxies qu'il inclue dans celui-ci sont aussi dans la liste de Garcia